# Heinrich Knocke
Konrad Ludwig Heinrich Knocke (* 15. Dezember 1869 in Landau (Waldeck, heute Hessen); † 17. Juli 1943 ebenda) war ein deutscher Landwirt und Politiker (Landbund).
Knocke war der Sohn des Schneiders und Landwirts Wilhelm Heinrich Knocke (1845–1909) und dessen Ehefrau Johanne Karoline Henriette, geborene Kolbe (1840–1902). Er heiratete am 17. Juni 1894 in Landau Philippine Marie Schweitzer (1866–1954). Knocke war Landwirt in Landau bei Bad Arolsen. Von 1925 bis 1929 war er für den Landbund Abgeordneter in der Waldecker Landesvertretung.